# Кажимежа Велка
Кажимѐжа Вѐлка (на полски: Kazimierza Wielka) е град в Югоизточна Полша, Швентокшиско войводство. Административен център е на Кажимежки окръг и на градско-селската Кажимежка община. Заема площ от 5,33 км2.

## География
Гардът се намира в историческия регион Малополша. Разположен е край река Ниджица в южната част на войводството.

## История
За пръв път селището е споменато през 1320 година под името Cazimiria, като наследствено владение на рода Кажимерски – клон Биберстейн. В края на XVIII век селото става притежание на рода Лубенски – клон Помян.
Получава градски права през 1959 година. До 1998 година градът е част от Келецкото войводство.

## Население
Населението на града възлиза на 5619 души (2017 г.). Гъстотата е 1054 души/км2.

## Градове партньори
- Altenstadt, Германия
- Бучач, Украйна

## Фотогалерия
- Църква „Св. Кръст“
- Паметник на Тадеуш Косцюшко
- Панорама